# Ontholestes cingulatus

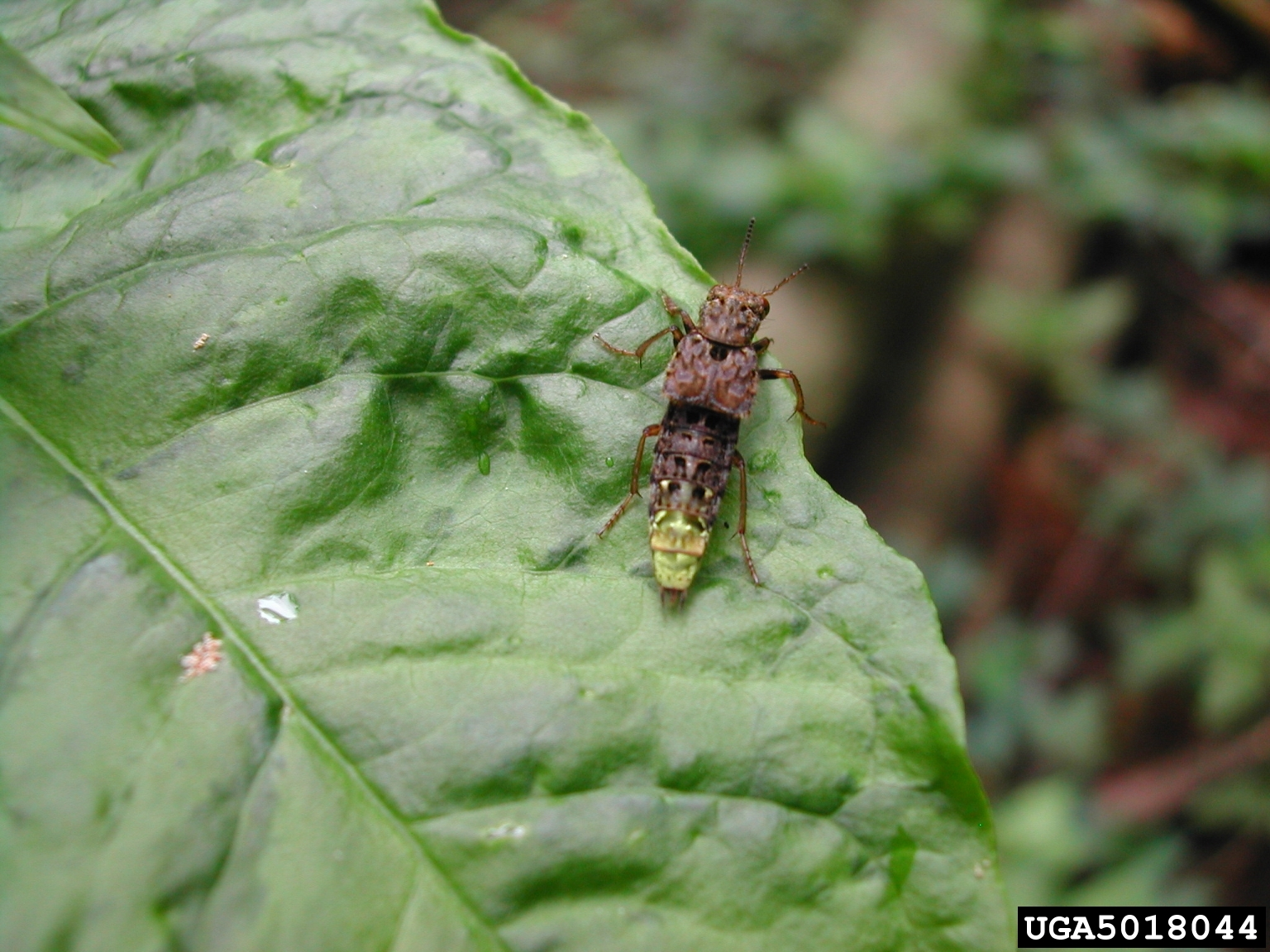
Ontholestes cingulatus

Ontholestes cingulatus ist ein nordamerikanischer Käfer aus der Familie der Kurzflügler (Staphylinidae).

## Merkmale
Die Käfer erreichen eine Körperlänge von 13 bis maximal 21 Millimetern. Ihr Kopf, der Halsschild und die Deckflügel sind dunkelbraun gefärbt und mit helleren Härchen dicht behaart, Haarbüschel aus schwarzen Haaren formen schwarze Flecken auf allen Körperregionen. Das Abdominalende ist durch glänzend-goldene Härchen bedeckt, die auch einen Gürtel unterhalb des Thorax zwischen dem zweiten und dritten Beinpaar bilden. Die Beine sind weitestgehend rotbraun mit dunklem Oberschenkel (Femur), die Tarsenformel ist 5-5-5, alle drei Beine besitzen also jeweils 5 Fußglieder. Die Facettenaugen sind groß und hervorstehend. Die Antenne besteht aus 11 Antennengliedern, wobei die letzten gebogen und verdickt sind. 
Die Larven erreichen eine maximale Länge von 25 Millimeter und eine Breite von etwa 4 Millimeter.

## Vorkommen und Lebensweise
Die Käfer sind über weite Teile des östlichen und nordwestlichen Nordamerikas in den Vereinigten Staaten und Kanada verbreitet. Sie kommen in der Nähe von Holz, an Pilzen und zudem im Bereich von Aas bzw. Kadavern vor. Die adulten Käfer ernähren sich von Fliegenmaden, Milben, Käferlarven und anderen Kleintieren, die Larven von Aas und Pilzen.
Die Männchen der Käfer bewachen die von ihnen begatteten Weibchen während der Eiablage, um Kopulationen mit anderen Männchen zu verhindern. Die Eier werden auf Aas und Pilzen oder in deren Nähe abgelegt. Sie verpuppen sich in kleinen Kammern im Boden oder Dung, die sie wenige Tage vorher gegraben haben. Die Puppenruhe dauert 10 bis 14 Tage.
Die Adulten sind vom Frühjahr bis zum Herbst aktiv. Die Käfer können ihre Flügel innerhalb von Sekundenbruchteilen ausfalten und abfliegen. Beim Laufen halten sie ihr auffälliges Hinterteil erhoben, bei Gefahr berühren sie Angreifer mit dem Abdomen und entlassen ein Wehrsekret.